# Tunnel Ehlerange
Der Autobahntunnel Ehlerange ist ein Tunnel auf dem westlichen gelegenen Teil (collectrice du Sud) der luxemburgischen Autoroute 13, auf der Höhe von Sassenheim-Ehleringen.
Der Tunnel ist 350 m lang; darüber verläuft der CR 172 (Rue de Mondercange).
Seit der Verkehrsfreigabe des gesamten Abschnitts der collectrie du Sud am 3. Juni 1994 ist auch der Tunnel in Betrieb.
Der Tunnel ist benannt nach der zur Kommune Sassenheim gehörigen Ortschaft Ehlerange (dt. Ehleringen).

## Verkehrsbelastung
Täglich fahren etwa 49.000 Fahrzeuge durch den Tunnel. Der Anteil an LKW aller Art daran beträgt circa 5 %.